# Mistrzostwa Europy juniorów do lat 20 w szachach
Mistrzostwa Europy juniorów do lat 20 w szachach – rozgrywki szachowe mające na celu wyłonienie najlepszych juniorów Europy w kategorii wiekowej do 20 lat.
Pierwsze oficjalne mistrzostwa Europy juniorów odbyły się na przełomie lat 1971 i 1972. Do edycji 1967/68 rozgrywki nosiły nazwę Pucharu Niemeyera (od nazwy sponsora – zakładów Niemeyera), a do 1970/71 Pucharu Europy juniorów. Zwycięzcy tych turniejów otrzymywali nieoficjalny tytuł mistrza Europy juniorów. Dopiero kongres FIDE w Vancouver w 1971 oficjalnie zatwierdził zawody w Groningen jako mistrzostwa Europy juniorów do lat 20.
Pierwsze cztery edycje rozgrywano systemem kołowym, do edycji 1975/76 systemem eliminacji i finałów, a pozostałe systemem szwajcarskim. Do 1991 mistrzostwa odbywały się na przełomie lat w holenderskich miastach Groningen i Arnhem. Od 1992 zmianie uległ terminy oraz organizatorzy zawodów.
Turnieje juniorek zapoczątkowane zostały w 1977. Do 1979 nosiły one nazwę Pucharu Europy; oficjalne mistrzostwa rozgrywane były od 1980. W przeciwieństwie do turniejów mężczyzn, odbywały się one w różnych miastach, również z kilkuletnimi przerwami. Dopiero od 1992 stały się turniejami cyklicznymi, a od 1997 były organizowane wspólnie z turniejami juniorów w tych samych miastach i terminach.
Ostatnie mistrzostwa Europy juniorów do lat 20 rozegrane zostały w 2002 w Baku.

## Rozgrywki nieoficjalne

### Medaliści Pucharu Niemeyera juniorów do lat 20
| Rok     | Miasto    | Juniorzy                                               | Źródło                       |
| ------- | --------- | ------------------------------------------------------ | ---------------------------- |
| 1963    | Groningen | 1. Coenrad Zuidema 2. Keith Richardson 3. Eddie Scholl |                              |
| 1964    | Groningen | 1. Robert Hartoch 2. Jørn Sloth 3. Robert Hübner       |                              |
| 1964/65 | Groningen | 1. Robert Hübner 2. Hans Ree 3. Ja’akow Blejman        |                              |
| 1965/66 | Groningen | 1. Hans Ree 2. Andrew Whiteley 3. Wiktor Kuprejczyk    |                              |
| 1966/67 | Groningen | 1. Michaił Sztejnberg 2. Andrew Whiteley 3. Jan Timman | „Szachy” nr 4/1967, str. 111 |
| 1967/68 | Groningen | 1. Anatolij Karpow 2. András Adorján 3. Jerzy Lewi     | ChessBase                    |

### Medaliści Pucharu Europy juniorów do lat 20
| Rok     | Miasto    | Juniorzy                                                        | Juniorki                                              | Źródło                       |
| ------- | --------- | --------------------------------------------------------------- | ----------------------------------------------------- | ---------------------------- |
| 1968/69 | Groningen | 1. Karl-Heinz Maeder 2. Rafajel Wahanian 3. Zoltán Ribli        |                                                       | ChessBase                    |
| 1969/70 | Groningen | 1. András Adorján 2. Ljubomir Ljubojević 3. Ołeksandr Bielawski |                                                       | „Szachy” nr 4/1970, str. 119 |
| 1970/71 | Groningen | 1. Zoltán Ribli 2. Ołeksandr Bielawski 3. René Borngässer       |                                                       | „Szachy” nr 3/1971, str. 81  |
| 1977    | Nowy Sad  |                                                                 | 1. Bożena Sikora 2. Rita Kas 3. Stefka Sawowa         | „Szachy” nr 4/1977, str. 116 |
| 1978    | Kikinda   |                                                                 | 1. Nana Ioseliani 2. Eliška Klímová 3. Viorica Ilie   | „Szachy” nr 4/1978, str. 120 |
| 1979    | Kula      |                                                                 | 1. Nana Ioseliani 2. Marta Kovacs 3. Małgorzata Wiese | „Szachy” nr 5/1979, str. 140 |

## Medaliści mistrzostw Europy juniorów do lat 20
| Rok     | Miasto          | Juniorzy                                                                | Juniorki                                                         | Źródło                           |
| ------- | --------------- | ----------------------------------------------------------------------- | ---------------------------------------------------------------- | -------------------------------- |
| 1971/72 | Groningen       | 1. Gyula Sax 2. René Borngässer 3. Petyr Welikow                        |                                                                  | „Szachy” nr 3/1972, str. 78      |
| 1972/73 | Groningen       | 1. Ołeh Romanyszyn 2. Anthony Miles 3. Aurel Urzicǎ                     |                                                                  | „Szachy” nr 3/1973, str. 81      |
| 1973/74 | Groningen       | 1. Siergiej Makaryczew 2. József Pintér 3. Adam Kuligowski              |                                                                  | „Szachy” nr 3/1974, str. 65      |
| 1974/75 | Groningen       | 1. John Nunn 2. Péter Székely 3. Paul van der Sterren                   |                                                                  | „Szachy” nr 3/1975, str. 74      |
| 1975/76 | Groningen       | 1. Aleksandr Koczijew 2. Wencisław Inkiow 3. Alejandro Pablo Marin      |                                                                  | „Szachy” nr 4/1976, str. 108     |
| 1976/77 | Groningen       | 1. Ľubomír Ftáčnik 2. Nir Grinberg 3. Jewgienij Władimirow              |                                                                  | „Szachy” nr 3/1977, str. 71      |
| 1977/78 | Groningen       | 1. Shaun Taulbut 2. Siergiej Dołmatow 3. Krum Georgiew                  |                                                                  | „Szachy” nr 3/1978, str. 77      |
| 1978/79 | Groningen       | 1. John van der Wiel 2. Siergiej Dołmatow 3. James Plaskett             |                                                                  | „Szachy” nr 4/1979, str. 111     |
| 1979/80 | Groningen       | 1. Aleksander Czernin 2. Zurab Azmaiparaszwili 3. Adrian Negulescu      |                                                                  | „Szachy” nr 5/1980, str. 144     |
| 1980    | Senta           |                                                                         | 1. Agnieszka Brustman 2. Suzana Maksimović 3. Tamila Meschi      | „Szachy” nr 6/1980, str. 161     |
| 1980/81 | Groningen       | 1. Ralf Åkesson 2. Jewgienij Pigusow 3. Silwio Danaiłow                 |                                                                  |                                  |
| 1981    | Bačka Topola    |                                                                         | 1. Jelena Stiupina 2. Małgorzata Wiese 3. Jana Hájková           | „Szachy” nr 7/1981, str. 159     |
| 1981/82 | Groningen       | 1. Curt Hansen 2. Alon Greenfeld 3. Andriej Sokołow                     |                                                                  | ChessBase                        |
| 1982/83 | Groningen       | 1. Jaan Ehlvest 2. Curt Hansen 3. Mark Condie                           |                                                                  | „Szachy” nr 4/1983, str. 92      |
| 1983/84 | Groningen       | 1. Walerij Sałow 2. Simen Agdestein 3. James Howell                     |                                                                  | „Szachy” nr 4/1984, str. 110     |
| 1984    | Katowice        |                                                                         | 1. Ildikó Mádl 2. Gabriela Olărașu 3. Ingūna Erneste             | „Szachy” nr 12/1984, str. 288    |
| 1984/85 | Groningen       | 1. Ferdinand Hellers 2. Alfonso Romero Holmes 3. Lembit Oll             |                                                                  | „Szachy” nr 4-5/1985, str. 88    |
| 1985/86 | Groningen       | 1. Aleksandr Chalifman 2. James Howell 3. Robert Zysk                   |                                                                  | „Szachy” nr 3/1986, str. 64      |
| 1986    | Băile Herculane |                                                                         | 1. Ildikó Mádl 2. Swietłana Matwiejewa 3. Ch.Radulescu           | „Szachy” nr 7/1986, str. 147     |
| 1986/87 | Groningen       | 1. Wasyl Iwanczuk 2. Jeroen Piket 3. Jacek Gdański                      |                                                                  | „Szachy” nr 2/1987, str. 52      |
| 1987/88 | Arnhem          | 1. Boris Gelfand 2. Wasyl Iwanczuk 3. Joris Brenninkmeijer              |                                                                  | „Szachy” nr 4/1988, str. 73      |
| 1988/89 | Arnhem          | 1. Aleksiej Driejew 2. Boris Gelfand 3. Ronen Lew                       |                                                                  | „Szachy” nr 3/1989, str. 71      |
| 1989    | Straszęcin      |                                                                         | 1. Swietłana Matwiejewa 2. Swietłana Korkina 3. Wera Pejczewa    | „Szachy” nr 3/1990, str. 53      |
| 1989/90 | Arnhem          | 1. Grigorij Serper 2. Aleksiej Driejew 3. Zbyněk Hráček                 |                                                                  | „Szachy” nr 4/1990, str. 73      |
| 1990/91 | Arnhem          | 1. Rune Djurhuus 2. Hannes Stefánsson 3. Lluís Comas Fabregó            |                                                                  | „Szachista” nr 4/1991, str. 122  |
| 1992    | Sas van Gent    | 1. Aleksiej Aleksandrow 2. Władysław Borowykow 3. Dimitri Reinderman    |                                                                  | „Szachista” nr 11/1992, str. 327 |
| 1992    | Hradec Králové  |                                                                         | 1. Nino Churcidze 2. Elena-Luminița Radu 3. Inna Haponenko       |                                  |
| 1993    | Vejen           | 1. Władysław Borowykow 2. Aleksiej Aleksandrow 3. Aleksander Oniszczuk  |                                                                  | „Szachista” nr 11/1993, str. 341 |
| 1993    | Svitavy         |                                                                         | 1. İlahə Qədimova 2. Siłwija Aleksiewa 3. Elina Danielian        | „Szachista” nr 7/1993, str. 199  |
| 1994    |                 | nie rozegrano                                                           |                                                                  |                                  |
| 1994    | Litomyśl        |                                                                         | 1. Siłwija Aleksiewa 2. Inga Churtsiława 3. Elina Danielian      | „Szachista” nr 7/1994, str. 201  |
| 1995    | Holon           | 1. Jurij Szulman 2. Emil Sutowski 3. Eran Liss                          |                                                                  | „Szachista” nr 1/1996, str. 11   |
| 1995    | Zánka           |                                                                         | 1. Marija Wełczewa 2. Inga Churtsiława 3. Olga Trofimowa         | „Szachista” nr 7/1995, str. 203  |
| 1996    | Siófok          | 1. Andriej Szarijazdanow 2. Liviu-Dieter Nisipeanu 3. Siergiej Djaczkow |                                                                  | „Szachista” nr 11/1996, str. 329 |
| 1996    | Tapolca         |                                                                         | 1. Maia Lomineiszwili 2. Tatiana Kononenko 3. Petra Krupkova     | „Szachista” nr 12/1996, str. 379 |
| 1997    | Tallinn         | 1. Dmitrij Tiomkin 2. Jonathan Rowson 3. Nikołaj Beliczew               | 1. Sopio Tkeszelaszwili 2. Monika Bobrowska 3. Julija Maszinska  | „Szachista” nr 11/1997, str. 340 |
| 1998    | Erywań          | 1. Lewon Aronian 2. Aleksandr Motylow 3. Gabriel Sarksjan               | 1. Sopio Tkeszelaszwili 2. Rusudan Goletiani 3. Jovanka Houska   | „Szachista” nr 11/1998, str. 348 |
| 1999    | Patras          | 1. Dennis de Vreugt 2. Aleksiej Iljuszyn 3. Stelios Chalkias            | 1. Regina Pokorná 2. Ana Matnadze 3. Sopio Tkeszelaszwili        | szachowavistula.pl               |
| 2000    | Avilés          | 1. Ádám Horváth 2. Francisco Vallejo Pons 3. Paweł Blehm                | 1. Jovanka Houska 2. Viktorija Čmilytė 3. Ana Matnadze           | szachowavistula.pl               |
| 2001    | Patras          | 1. Zwiad Izoria 2. Anton Korobow 3. Jewgienij Postny                    | 1. Iweta Radziewicz 2. Lela Dżawachiszwili 3. Irina Zakurdiajewa |                                  |
| 2002    | Baku            | 1. Zwiad Izoria 2. Vüqar Həşimov 3. Şəhriyar Məmmədyarov                | 1. Zeynəb Məmmədyarova 2. Inga Czarchalaszwili 3. Nana Dzagnidze |                                  |